# Terracina
Terracina ist eine italienische Gemeinde (comune) mit 44.684 Einwohnern (Stand 31. Dezember 2023) in der Provinz Latina, Region Latium.

## Geographie

Lage von Terracina in der Provinz Latina

Die Hafenstadt am Tyrrhenischen Meer liegt 101 km südöstlich von Rom, 121 km nordwestlich von Neapel und 39 km südöstlich von Latina.
Terracina liegt an der Stelle, an der die Monti Ausoni die Küste erreichen und so die Pontinische Ebene von der Ebene von Fondi abtrennen. Diese Engstelle hat seit der Antike strategische Bedeutung. Durch sie zwängt sich zwischen dem Steilabfall des Monte Sant’Angelo und dem Meer die Via Appia.
Die Fraktionen sind Borgo Hermada, La Fiora, Badino und Frasso, das allerdings zu einem großen Teil auf dem Gemeindegebiet von Sonnino liegt. Das Gemeindegebiet erstreckt sich über eine Höhe von −1 bis 864 m s.l.m.
Die Gemeinde liegt in der Erdbebenzone 3 (wenig gefährdet).
Die Nachbargemeinden sind im Uhrzeigersinn von West nach Ost: San Felice Circeo, Sabaudia, Pontinia, Sonnino, Monte San Biagio und Fondi.

## Geschichte
In der volskischen Seestadt Anxur wurde 329 v. Chr. die römische Bürgerkolonie Tarracina angelegt, nachdem die Römer die dortigen Volsker besiegt hatten. Durch Aufnahme in den Latinischen Bund erhielten die Bewohner Tarracinas das römische Bürgerrecht. Damit bildeten die Einwohner Tarracinas „den Untertanenverband des römischen Staatsgebietes“.
Angelegt an strategischer Schlüsselposition auf annektiertem Land, war Tarracina eine latinische Kolonie privilegierter Klasse. Bei Übersiedlung eines Bewohners Tarracinas ins etwa 100 km entfernte Rom lebte das römische Bürgerrecht voll auf. Cicero bezeichnete diese Form der latinischen Kolonie als „Bollwerke der römischen Herrschaft“ in Italien.
Vom antiken Anxur/Tarracina zeugen zahlreiche Überreste und Funde, die oft in Form von Spolien in mittelalterlichen Gebäuden wie dem Dom verbaut sind. Seit 312 v. Chr. führte die Via Appia durch die Stadt. Bedeutendste Ausgrabung ist das Heiligtum oberhalb der Stadt, das auf dem steil aufragenden Felssporn Monte S. Angelo liegt und von dem vor allem die beeindruckenden Substruktionen der Tempelterrasse erhalten sind. Zu den dort verehrten Gottheiten dürfte Jupiter Anxur, eine bartlose, jugendliche Variante des Gottes Jupiter, gehört haben.
In den 1830er Jahren wurde in den Ruinen des alten Anxur eine beschädigte Marmorstatue, ein römisches Objekt aus dem 1. Jahrhundert n. Chr., entdeckt, die man bald dem griechischen Dramatiker Sophokles zuordnete. Sie wurde 1839 vom Grafen Antonelli dem Papst Gregor XVI. geschenkt. Dieser gründete 1844 das Lateranmuseum, in dem die Statue das Prunkstück war. Heute befindet sich diese Statue im vatikanischen Museo Gregoriano Profano ex Lateranense.
Für das Jahr 591 ist die Zerstörung einer Synagoge überliefert. Papst Gregor I. (Papst 590–604) kritisierte diese Zerstörung scharf und ordnete an, sie mit Verweis auf den „störenden Gesang“ („vox psallentium“) in größerer Distanz zur Kirche wieder zu errichten.

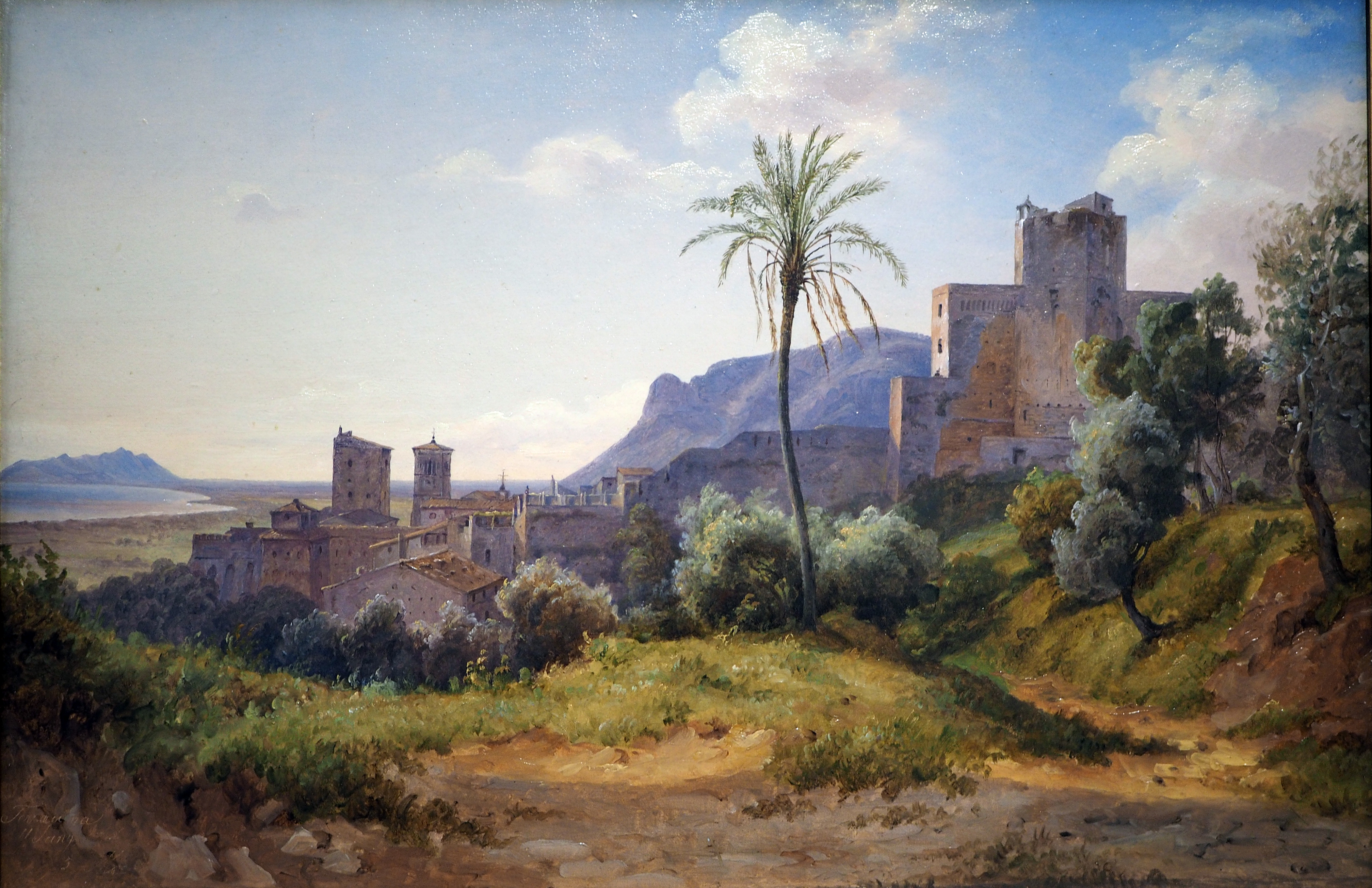
Terracina 1836, Gemälde von Carl Morgenstern
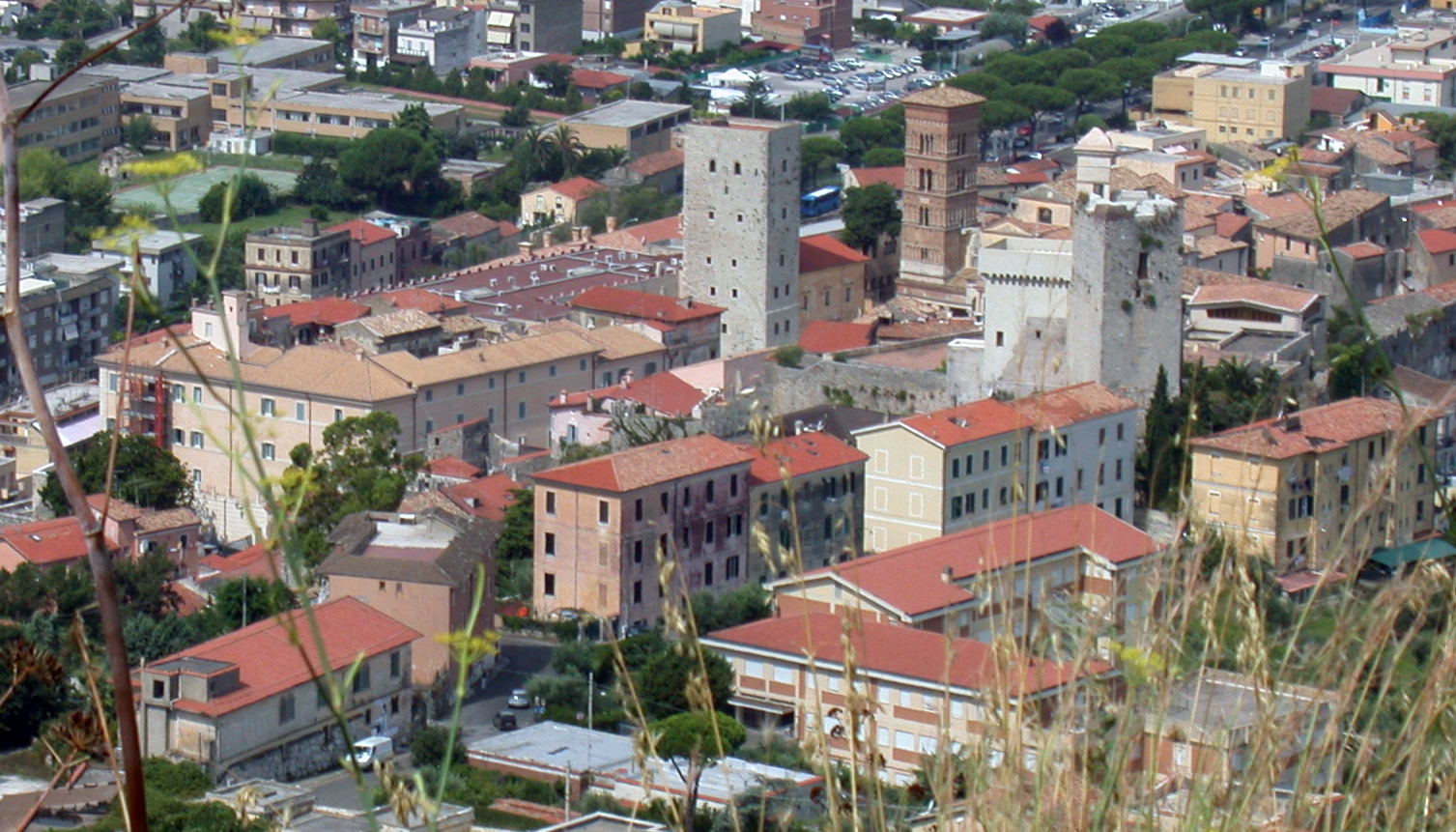
Blick auf die Oberstadt
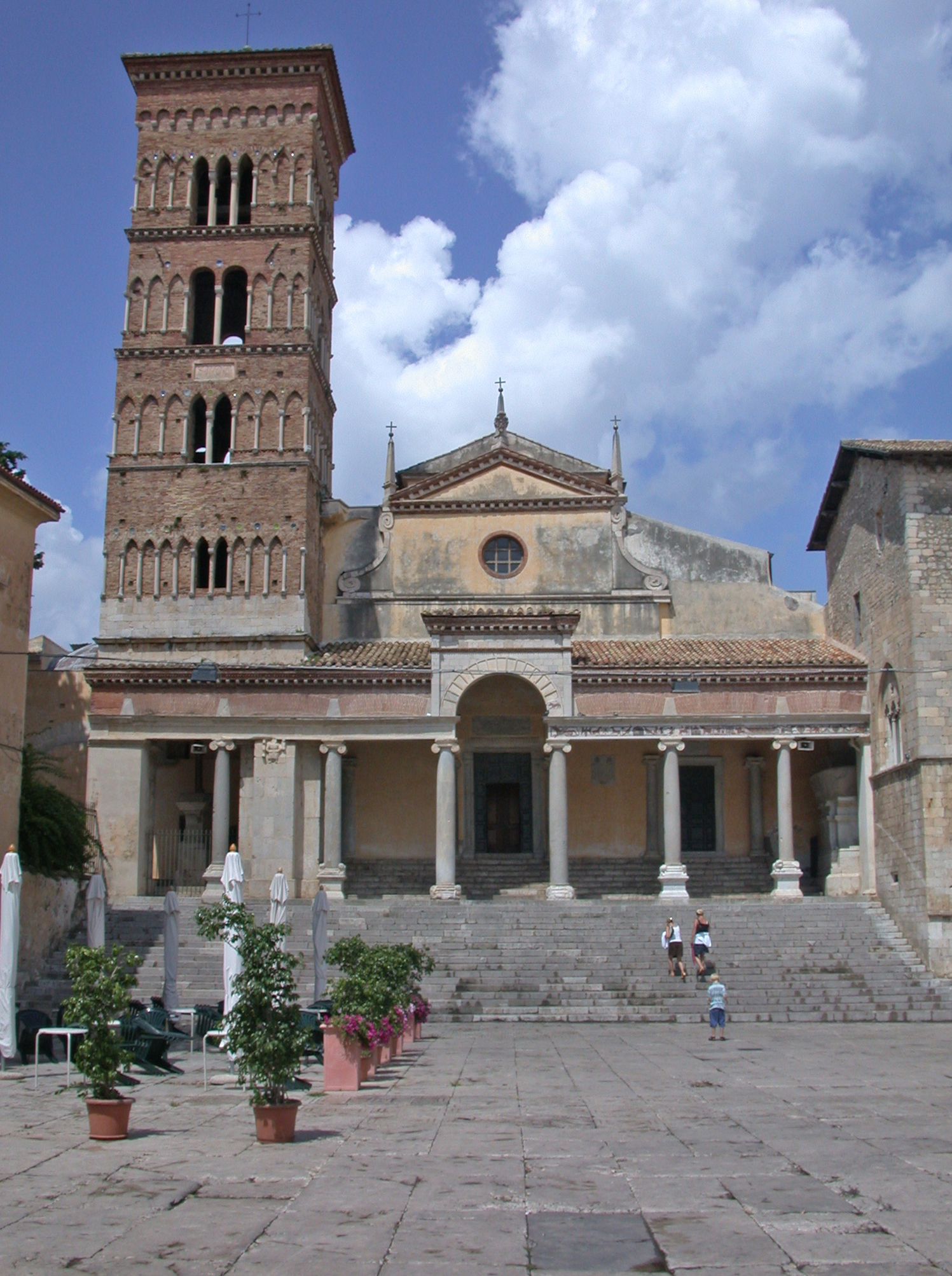
Dom San Cesareo
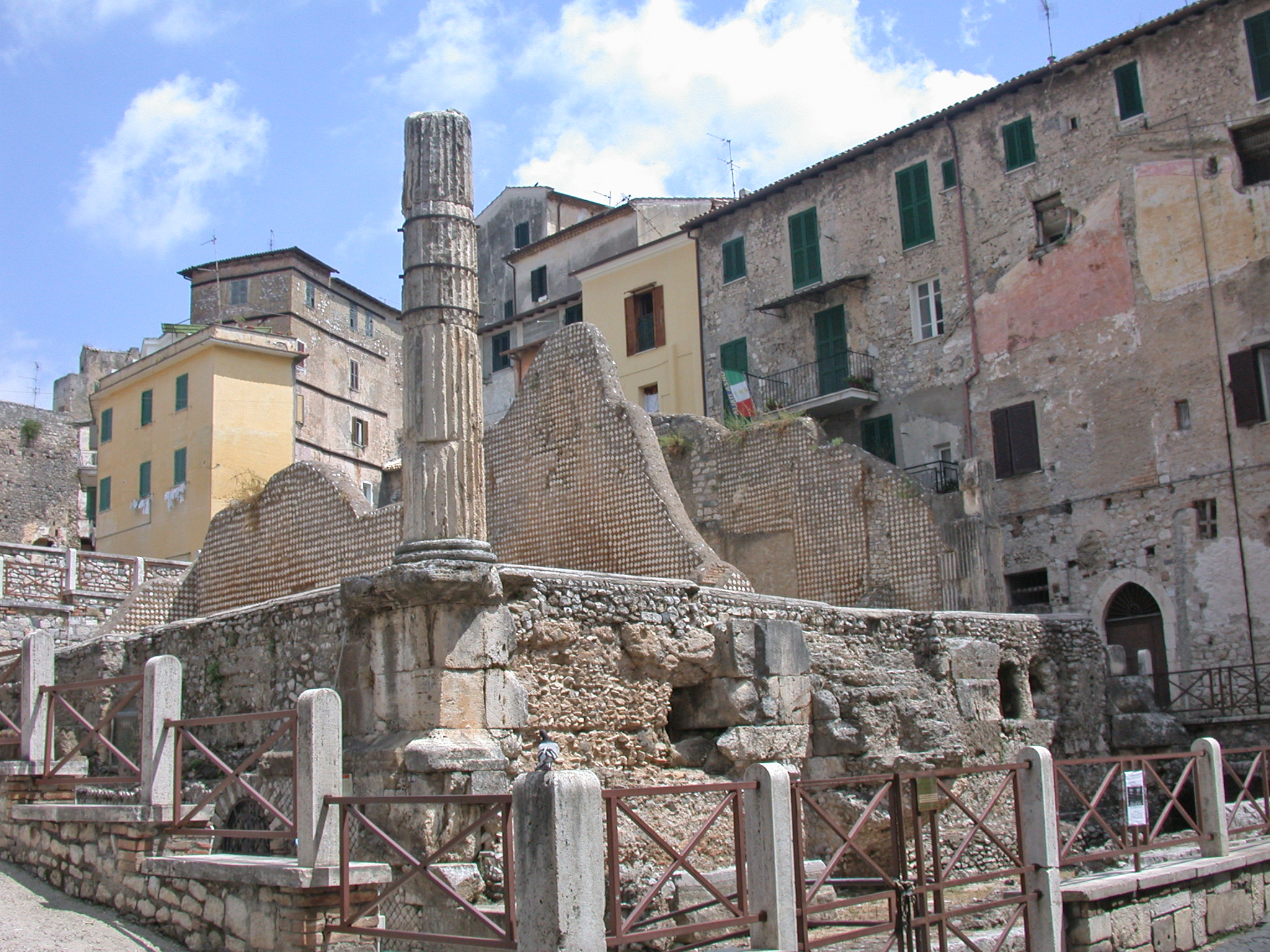
Reste des römischen Kapitols
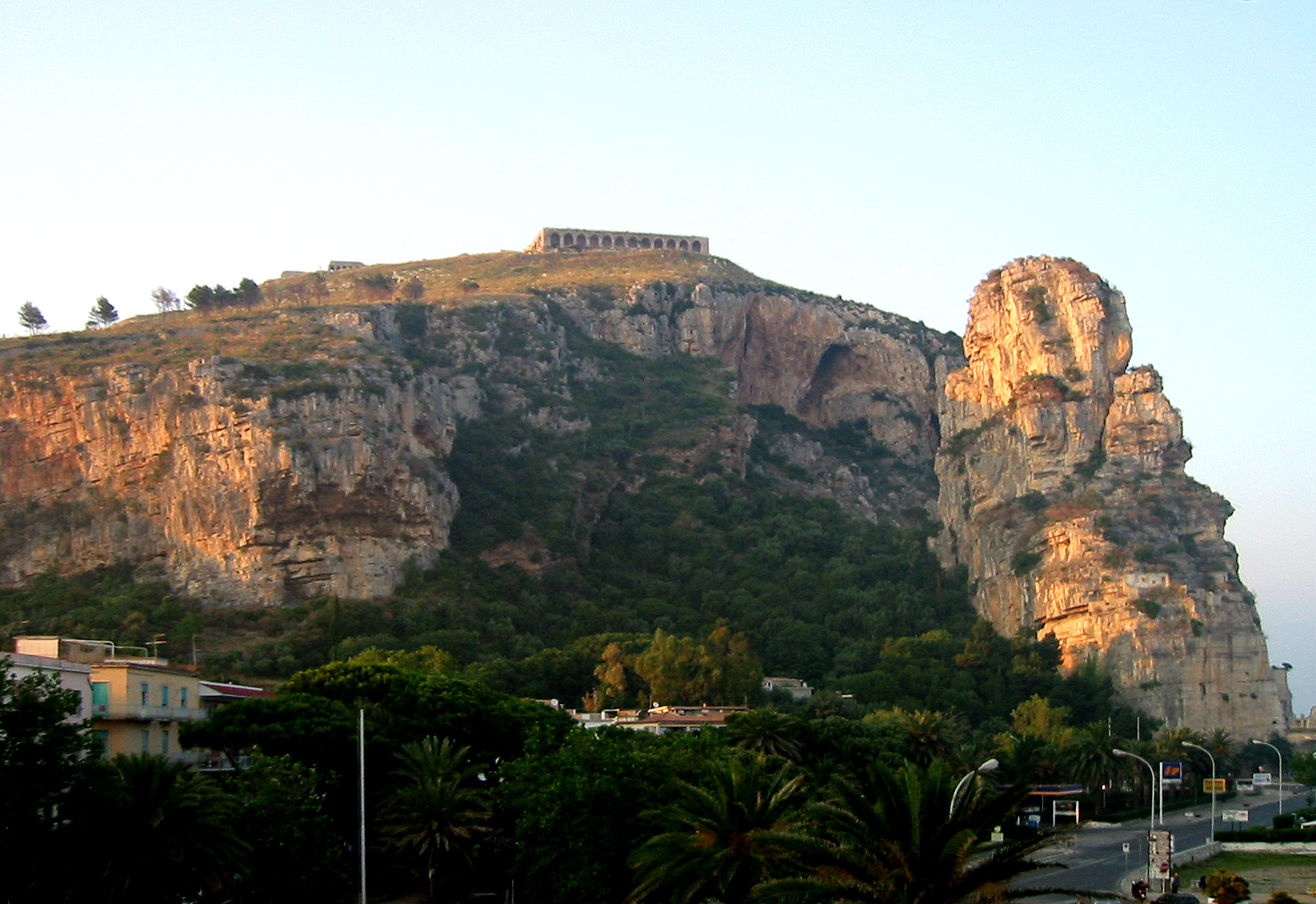
Tempel des Jupiter Anxur

## Politik

### Bürgermeister und Gemeinderat
Nicola Procaccini (PdL) wurde im Mai 2011 zum Bürgermeister gewählt. Sein Mitte-rechts-Bündnis stellte auch mit 14 von 24 Sitzen die Mehrheit im Gemeinderat. Er gewann die Stichwahl gegen Gianfranco Sciscione von einer rechten Bürgerliste, der von der Regionalpräsidentin Renata Polverini (PdL) unterstützt wurde.
Er löste seinen Parteifreund Stefano Nardi ab, der von 2001 bis 2011 amtierte. Seit 2023 regiert Francesco Giannetti als Bürgermeister an der Spitze einer Mitte-rechts-Koalition.

### Partnerstädte
Partnerstädte von Terracina sind
- Bad Homburg vor der Höhe (Deutschland), seit 1954
- Bad Mondorf (Luxemburg), seit 1954
- Bejaia (Algerien), seit 1954
- Cabourg (Frankreich), seit 1954
- Chur (Schweiz), seit 1954
- Mayrhofen (Österreich), seit 1954
- Spa (Belgien), seit 1954
- Gattschina (Russland), Freundschaft seit 1986
- North York, Toronto (Kanada), Freundschaft seit 1986
- Jūrmala (Lettland), seit 1986
- Exeter (Vereinigtes Königreich), seit 1988
- Pécs (Ungarn), seit 1996
- Sergijew Possad (Russland), seit 2011

## Verkehr
Die Haupterschließung von Terracina erfolgt seit der Antike über die Staatsstraße 7 (Via Appia). Von ihr zweigen im Stadtgebiet die SR 148 Via Pontina, die parallel zur Via Appia nach Rom führt, und die Staatsstraße 213 Via Flacca, die entlang der Küste nach Formia führt, ab. Über die Staatsstraße 156 dei Monti Lepini erreicht man in 47 km die Autobahn A1 Autostrada del Sole bei der Ausfahrt Frosinone.
Der Bahnhof von Terracina ist der Endpunkt der Bahnstrecke Terracina–Priverno, einer Nebenbahn der Bahnstrecke Rom–Formia–Neapel. Die Verbindung wurde 2012 nach einem Felssturz eingestellt, es fahren seither keine Züge mehr. Busse verkehren zum Bahnhof von Monte San Biagio. Es gibt auch eine Direktverbindung nach Rom, Busse fahren zur Metrostation Laurentina.

## Persönlichkeiten
- Servius Sulpicius Galba (3 v. Chr.–69 n. Chr.), römischer Kaiser
- Elisabetta Fiorini Mazzanti (1799–1879), Botanikerin
- Domenico Sanguigni (1809–1882), Kardinal
- Cesare Laurenti (1865–1921), Marineingenieur
- Giuseppe Fatigati (1906–1975), Filmeditor, Filmproduzent und Filmregisseur
- Massimo Gasbarroni (* 1934), Gitarrist und Pädagoge am Konservatorium in Neapel[12]
- Paolo Di Vecchia (* 1942), theoretischer Physiker
- Annibale Venier (* 1951), Ruderer
- Rosario Giuliani (* 1967), Jazz-Saxophonist
- Alessio Sartori (* 1976), Ruderer
- Nicola Sartori (* 1976), Ruderer